# Deux Mains, la nuit
Pour plus de détails, voir Fiche technique et Distribution.
Deux Mains, la nuit (The Spiral Staircase) est un film américain en noir et blanc réalisé par Robert Siodmak, sorti en 1946.
Le film se déroule dans une petite ville de campagne américaine au début du XXe siècle, un tueur en série qui s'en prend à des femmes souffrants d'infirmité. 

## Synopsis
Dans un petit village du Vermont en 1906, Helen est une jeune dame de compagnie pour dames âgés, qui souffre d'aphasie. Un soir, elle assiste à la projection d'un film dans le salon d'une auberge locale. Pendant la projection, une femme infirme séjournant à l'étage supérieur est assassinée dans sa chambre par un homme caché dans le placard. Il s'agit du troisième meurtre survenue dans la communauté. Le docteur Parry, un ami d'Helen, la conduit chez les Warren qui séjournent dans une grande propriété située à l'extérieur de la ville et où Helen est employée comme dame de compagnie pour Mme Warren, alitée. La maison abrite également le beau-fils de Mme Warren, Albert, un professeur local, son fils, Steven, ainsi qu'un personnel de maison : Mme Oates, une gouvernante, son mari, M. Oates, un homme à tout faire, Blanche, une secrétaire qui a une liaison avec Steven, et l'infirmière Barker, l'infirmière de Mme Warren qui abuse de son langage.
Dans la demeure, une silhouette cagoulée observe depuis les bois Helen alors qu'elle remonte l'allée. À l'intérieur, elle trouve Mme Oates dans la cuisine, qui lui exprime sa crainte que le tueur ne s'en prenne à Helen. En montant l'escalier, Helen s'arrête devant un miroir pour s'examiner mais sans s'apercevoir que l'œil d'un inconnu l'observe depuis l'ombre. Au milieu d'une tempête orageuse, le shérif s'arrête dans le domaine pour avertir Albert de surveiller Helen. Après que Mme Warren a perdu connaissance, le Dr Parry est appelé à la maison. L'infirmière Barker découvre qu'une bouteille d'éther a disparu et Albert envoie M. Oates en chercher en ville. Pendant ce temps, Mme Warren reprend conscience et presse le Dr Parry d'emmener Helen avec lui la mettre en sécurité. Il lui propose de l'emmener à Boston et de l'aider à surmonter le traumatisme de la mort de ses parents, qui a déclenché son mutisme. Elle accepte de partir et le Dr Parry prévoit de revenir plus tard dans la soirée après avoir effectué une autre visite à domicile.
Après une dispute avec Steven, Blanche demande à Helen si elle peut partir avec elle ce soir-là, ce que l'intéressée accepte. Alors que Blanche se rend au sous-sol pour récupérer sa valise, elle est soudainement attaquée puis assassinée. Helen trouve plus tard son cadavre dans la cave et est confrontée à Steven. Craignant qu'il soit l'assassin, elle l'enferme dans un placard et s'enfuit à l'étage. Elle tente de réveiller Mme Oates qui s'est évanouie, après s'être enivré de brandy. La dame de compagnie tente alors d'appeler le Dr Parry mais ne parvient pas à parler à l'opérateur téléphonique. Albert la trouve ensuite affolée, qui lui écrit sur un bloc-notes que Blanche a été assassinée. Alors qu'il suit Helen dans l'escalier menant à la chambre de Mme Warren, Albert lui avoue avoir tué Blanche par jalousie. Il lui révèle par la suite ensuite être le meurtrier en série, son objectif étant de tuer les faibles et les imparfaits du monde. Terrorisée, Helen s'enfuit et parvient à s'enfermer dans la chambre de Mme Warren, qu'elle trouve inconsciente. 
Au même moment, le shérif est revenu à la maison, qu'Albert reçoit à la porte d'entrée pour laisser un message à Helen, qui l'informe que le Dr Parry ne pourra pas revenir cette nuit et qu'ils devront se rendre à Boston le lendemain. Alors que le shérif s'en va, Helen tente d'attirer son attention en brisant la fenêtre de la chambre mais il ne l'entend pas au milieu du vent et du tonnerre. Helen retourne au sous-sol pour libérer Steven mais trouve Albert qui l'attend en se cachant. Il la poursuit alors qu'elle monte l'escalier vers le deuxième étage mais Mme Warren désormais réveillée et armée d'un pistolet, vient à leur rencontre. Mme Warren tire sur Albert à plusieurs reprises dans la poitrine, le tuant sur le coup et au milieu de la fusillade, Helen parvient à faire entendre sa voix en hurlant d'horreur. Mme Warren ordonne ensuite à Helen de récupérer Steven, qu'elle le libère du placard de la cave. Mme Warren embrasse Steven et meurt dans ses bras dans l'escalier. 
En bas, Helen appelle avec émotion le Dr Parry au téléphone car elle est maintenant capable de reparler.

## Fiche technique
- Titre original : The Spiral Staircase
- Titre : Deux Mains, la nuit
- Titre français alternatif : L'Escalier tournant
- Réalisation : Robert Siodmak
- Scénario : Mel Dinelli, d'après le roman Some Must Watch d'Ethel Lina White (1933)
- Production : Dore Schary
- Société de production : RKO Pictures
- Musique : Roy Webb
- Photographie : Nicholas Musuraca
- Direction artistique : Jack Okey
- Montage : Harry W. Gerstad et Harry Marker
- Pays d'origine : États-Unis
- Format : noir et blanc - 1,37:1 - son : Mono (RCA Sound System)
- Genre : Thriller, épouvante
- Durée : 83 min
- Dates de sortie :
  - États-Unis : 1945
  - France : 8 avril 1947[1]
- Affiche : Bernard Lancy (France)

## Distribution
- Dorothy McGuire : Helen Capel
- George Brent : le professeur Warren
- Ethel Barrymore : Mme Warren
- Kent Smith : Dr Parry
- Rhonda Fleming : Blanche
- Gordon Oliver : Steve Warren
- Elsa Lanchester : Mme Oates
- Sara Allgood : l'infirmière Barker
- Rhys Williams : M. Oates
- Charles Wagenheim : Réceptionniste

## Autour du film
En 1946, l'industrie du cinéma s'indigne de ce que Dorothy McGuire, alors âgée de trente ans, n'ait pas été candidate aux Oscars pour sa belle interprétation de jeune muette terrifiée par un tueur en série dans Deux Mains, la nuit. Au lieu de cela, ce sera Ethel Barrymore qui sera nommée pour l'Oscar de la meilleure actrice dans un second rôle pour son rôle (peu développé) de la vieille malade.